# Campeonato Sudamericano Sub-20 de 1979
El Campeonato Sudamericano Sub-20 de 1979, realizado entre el 12 y el 31 de enero de ese año,  tuvo como sede a las ciudades de Montevideo y Paysandú en Uruguay. Ese país se alzó con el trofeo del certamen,  clasificando también al Mundial Sub-20 Japón 1979 junto a las selecciones de Argentina y Paraguay. Brasil y Chile, además de las selecciones antes mencionadas, obtuvieron cupos para los Juegos Panamericanos de 1979 llevados a cabo en San Juan de Puerto Rico. No participó la selección nacional de Venezuela.

## Equipos participantes
Participaron en el torneo 9 equipos representativos de las asociaciones nacionales afiliadas a la Confederación Sudamericana de Fútbol:
| Equipos participantes | Equipos participantes | Equipos participantes |
| --------------------- | --------------------- | --------------------- |
| Argentina             | Bolivia               | Brasil                |
| Colombia              | Chile                 | Ecuador               |
| Paraguay              | Perú                  | Uruguay               |

## Fechas y resultados
Los 9 equipos participantes en la primera fase se dividieron en dos grupos. Luego de una liguilla simple (a una sola rueda de partidos), pasaron a segunda ronda los equipos que ocuparon las posiciones primera, segunda de cada grupo.
En caso de empate en puntos en cualquiera de las posiciones, la clasificación se determina siguiendo en orden los siguientes criterios:
- Diferencia de goles.
- Cantidad de goles marcados.
- El resultado del partido jugado entre los empatados.
- Por sorteo.

### Grupo 1
| Selección | Pts. | PJ | PG | PE | PP | GF | GC | Dif. |
| --------- | ---- | -- | -- | -- | -- | -- | -- | ---- |
| Uruguay   | 6    | 3  | 3  | 0  | 0  | 9  | 0  | +9   |
| Argentina | 4    | 3  | 2  | 0  | 1  | 9  | 1  | +8   |
| Perú      | 2    | 3  | 1  | 0  | 2  | 2  | 7  | -5   |
| Ecuador   | 0    | 3  | 0  | 0  | 3  | 0  | 12 | -12  |

| 12 de enero de 1979 | Uruguay                                                        | 5:0 | Ecuador | ?, ? |  |
|                     | Arsenio Luzardo · Ernesto Vargas · Ricardo Viera · Roberto Roo |     |         |      |  |

| 13 de enero de 1979 | Argentina                                | 4:0 | Perú | ?, ? |  |
|                     | Hugo Alves · Diego Maradona · Ramón Díaz |     |      |      |  |

| 18 de enero de 1979 | Argentina                     | 5:0 | Ecuador | ?, ? |  |
|                     | Ramón Díaz · Osvaldo Escudero |     |         |      |  |

| 18 de enero de 1979 | Uruguay | 3:0 | Perú | ?, ? |  |

| 22 de enero de 1979 | Perú | 2:0 | Ecuador | ?, ? |  |

| 22 de enero de 1979 | Uruguay         | 1:0 | Argentina | ?, ? |  |
|                     | Arsenio Luzardo |     |           |      |  |

### Grupo 2
| Selección | Pts. | PJ | PG | PE | PP | GF | GC | Dif. |
| --------- | ---- | -- | -- | -- | -- | -- | -- | ---- |
| Paraguay  | 7    | 4  | 3  | 1  | 0  | 13 | 1  | +12  |
| Brasil    | 5    | 4  | 2  | 1  | 1  | 4  | 3  | +1   |
| Chile     | 4    | 4  | 2  | 0  | 2  | 7  | 8  | -1   |
| Colombia  | 4    | 4  | 2  | 0  | 2  | 7  | 9  | -2   |
| Bolivia   | 0    | 4  | 0  | 0  | 4  | 2  | 12 | -10  |

| 12 de enero de 1979 | Paraguay | 6:0 | Chile | Parque Artigas, Paysandú                                    |  |
|                     |          |     |       | Árbitro(s): Juan Daniel Gardellino De San Vicente (Uruguay) |  |

| 12 de enero de 1979 | Colombia | 2:1 | Brasil | Parque Artigas, Paysandú       |  |
|                     |          |     |        | Árbitro(s): Pedro Reyes (Perú) |  |

| 14 de enero de 1979 | Colombia | 5:1 | Bolivia | ?, ? |  |

| 14 de enero de 1979 | Brasil | 1:0 | Chile | ?, ? |  |

| 17 de enero de 1979 | Paraguay | 5:0 | Colombia | ?, ? |  |

| 17 de enero de 1979 | Brasil | 1:0 | Bolivia | ?, ? |  |

| 19 de enero de 1979 | Chile | 2:0 | Colombia | ?, ? |  |

| 19 de enero de 1979 | Paraguay | 1:0 | Bolivia | ?, ? |  |

| 22 de enero de 1979 | Chile | 5:1 | Bolivia | ?, ? |  |

| 22 de enero de 1979 | Paraguay | 1:1 | Brasil | ?, ? |  |

### Ronda final
| Selección | Pts. | PJ | PG | PE | PP | GF | GC | Dif. |
| --------- | ---- | -- | -- | -- | -- | -- | -- | ---- |
| Uruguay   | 5    | 3  | 2  | 1  | 0  | 3  | 1  | +2   |
| Argentina | 4    | 3  | 1  | 2  | 0  | 1  | 0  | +1   |
| Paraguay  | 3    | 3  | 1  | 1  | 1  | 3  | 3  | 0    |
| Brasil    | 0    | 3  | 0  | 0  | 3  | 1  | 4  | -3   |

| 25 de enero de 1979 | Argentina | 0:0 | Paraguay | ?, ? |  |

| 25 de enero de 1979 | Uruguay   | 1:0 | Brasil | ?, ? |  |
|                     | Rúben Paz |     |        |      |  |

| 28 de enero de 1979 | Paraguay | 2:1 | Brasil | ?, ? |  |

| 28 de enero de 1979 | Uruguay | 0:0 | Argentina | ?, ? |  |

| 31 de enero de 1979 | Argentina  | 1:0 | Brasil | ?, ? |  |
|                     | Hugo Alves |     |        |      |  |

| 31 de enero de 1979 | Uruguay | 2:1 | Paraguay | ?, ? |  |

| Uruguay         |
| Campeón Uruguay |
| 6to título      |

### Definición 5º Cupo Juegos Panamericanos San Juan 79
|  | Chile | 3:1 | Perú | ?, ? |  |

| Clasificado a los Panamericanos San Juan 1979 Chile |

### Repechaje Mundial Sub-20 1979
| Equipo    | Pts. | PJ | PG | PE | PP | GF | GC | Dif |
| --------- | ---- | -- | -- | -- | -- | -- | -- | --- |
| Paraguay  | 8    | 4  | 4  | 0  | 0  | 10 | 0  | 10  |
| Israel    | 2    | 4  | 0  | 2  | 2  | 0  | 5  | -5  |
| Australia | 2    | 4  | 0  | 2  | 2  | 0  | 5  | -5  |

| Fecha                 | Lugar    | Partido   | Partido              | Partido | Partido              | Partido   |
| --------------------- | -------- | --------- | -------------------- | ------- | -------------------- | --------- |
| 7 de febrero de 1979  | Asunción | Paraguay  | Bandera de Paraguay  | 2:0     |                      | Australia |
| 9 de febrero de 1979  | Asunción | Israel    | Bandera de Israel    | 0:0     |                      | Australia |
| 11 de febrero de 1979 | Asunción | Paraguay  | Bandera de Paraguay  | 3:0     | Bandera de Israel    | Israel    |
| 14 de febrero de 1979 | Asunción | Australia | Bandera de Australia | 0:0     | Bandera de Israel    | Israel    |
| 16 de febrero de 1979 | Asunción | Paraguay  | Bandera de Paraguay  | 3:0     | Bandera de Australia | Australia |
| 18 de febrero de 1979 | Asunción | Paraguay  | Bandera de Paraguay  | 2:0     | Bandera de Israel    | Israel    |

| Clasificado al Mundial Sub-20 Japón 1979 Paraguay |

## Cuadro Final
| # | Selección | Pts. | PJ | PG | PE | PP | GF | GC | Dif. |
| 1 | Uruguay   | 11   | 6  | 5  | 1  | 0  | 12 | 1  | 11   |
| 2 | Argentina | 8    | 6  | 3  | 2  | 1  | 10 | 1  | 9    |
| 3 | Paraguay  | 10   | 7  | 4  | 2  | 1  | 16 | 4  | 12   |
| 4 | Brasil    | 5    | 7  | 2  | 1  | 4  | 5  | 7  | -2   |
| 7 | Chile     | 6    | 5  | 3  | 0  | 2  | 10 | 9  | 1    |
| 6 | Perú      | 2    | 4  | 1  | 0  | 3  | 3  | 10 | -7   |
| 7 | Colombia  | 4    | 4  | 2  | 0  | 2  | 7  | 9  | -2   |
| 8 | Bolivia   | 0    | 4  | 0  | 0  | 4  | 2  | 12 | -10  |
| 9 | Ecuador   | 0    | 3  | 0  | 0  | 3  | 0  | 12 | -12  |

## Clasificados alMundial Sub-20 Japón 1979
| Uruguay | Argentina | Paraguay |
| ------- | --------- | -------- |

## Clasificados alPanamericano San Juan 1979
| Uruguay | Argentina | Paraguay | Brasil | Chile |
| ------- | --------- | -------- | ------ | ----- |

## Controversias
La Selección de fútbol de Chile presentó para este Sudamericano un plantel que, de los 20 integrantes, 18 tenían su identificación adulterada, ya que tenían una edad mayor del límite que tenía el torneo. Esto terminó con el plantel preso, y con el director Técnico Pedro García y otros colaboradores, condenados por la justicia chilena.